# Болгаро-турецкие отношения
Болгаро-турецкие отношения — двусторонние дипломатические отношения между Болгарией и Турцией. Страны являются членами НАТО. Болгария входит в Европейский союз, а Турция официальный кандидат на вступление в эту международную организацию. Протяжённость государственной границы между странами составляет 223 км.

## История
До 1878 года турки составляли примерно треть населения Болгарии. В 1876 году около 70 % пахотных земель страны принадлежало туркам. Это число снизилось с 1923 по 1949 год, когда около 220 000 турок переехали из Болгарии в Турцию, и эта миграция поощрялась турецким правительством. Другая волна численностью около 155 000 человек покинула Болгарию в период с 1949 по 1951 год, многие из них были изгнаны насильно.
В 1984 году правительство реализовало политику болгаризации, чтобы культурно ассимилировать болгарских турок. Около 800 000 турок были вынуждены принять болгарские имена. Кроме того, болгарским туркам не разрешалось использовать свои мусульманские имена, говорить по-турецки в общественных местах или посещать мусульманские церемонии. Эта кампания ассимиляции была названа попыткой национального возрождения и получила название «Возродительный процесс».
В результате Возродительного процесса, кампании по болгаризации турок, проводившегося болгарским правительством в 1984—1989 годах, все турки и отуреченные помаки вынуждены были заменить свои имена на немусульманские. Этнические турки Болгарии стали протестовать против новой государственной политики, требующей от них изменить свои турецкие и мусульманские имена на болгарские и христианские, а также прекратить исламскую практику и общаться по-турецки на публике, что привело к ещё более жестоким репрессиям со стороны государства. 
Летом 1989 года примерно 320 тыс. турок бежали, после открытия границы, из Болгарии в Турцию, спасаясь от репрессий. Эти события вызвали международный кризис, а также спровоцировали внутренние волнения в Болгарии, которые способствовали падению коммунистического правительства. 
Впоследствии новое демократическое правительство Болгарии отменило противоречивый декрет об ассимиляции турок и предложило беженцам вернуться домой. После этого отношения между Турцией и Болгарией стали неуклонно улучшаться, эти две страны заключили несколько двусторонних соглашений о торговле и технической помощи.
Несмотря на оттепель в болгаро-турецких отношениях, сохранились очаги напряженности. В начале 1990-х годов в болгарском обществе сохранялась неприязнь к Турции, вызванная антитурецкой пропагандой, начатой ещё при президенте Болгарии Тодоре Живкове. В средствах массовой информации Болгарии звучали антимусульманские и антитурецкие заявления со стороны болгарских националистических группировок, что провоцировало напряжённость в обществе, а также в 1991 году происходили незначительные пограничные инциденты с Турцией. 
Кроме того, тесные отношения Болгарии с Грецией негативно воспринимались турецкими властями.

## Турецкая диаспора
Турки в Болгарии — вторая по численности этническая, языковая и религиозная группа в составе населения современной Республики Болгарии после собственно болгар. По переписи населения 2001 года численность турок составила 746 664 человек.

## Торгово-экономическое сотрудничество
В 2000-е годы Болгария стала важным рынком сбыта турецких товаров. Турецкий ежегодный экспорт в Болгарию за 2001—2011 годы вырос с 299 млн долларов до 1623 млн долларов. За это время ежегодная стоимость болгарского экспорта в Турцию увеличилась с 394 млн долларов до 2475 млн долларов.
В январе 2023 года подписано соглашение о поставках 1,5 млрд м3 газа в год из Турции в Болгарию.

## Болгаро-турецкая граница
Болгаро-турецкая граница
- Болгаро-турецкая конвенция (1915)
- Пограничные переходы Болгарии

После массовых демонстраций в турецких районах, весной 1989 года правительство открыло границу с Турцией, в результате чего в течение двух месяцев около 300 тысяч турок покинули Болгарию. 
В 1991 году происходили незначительные пограничные инциденты с на границе с Турцией.